# Аслан (Хроніки Нарнії)
Асла́н (англ. Aslan, в оригіналі наголос на перший склад: [ˈæsˌlæn] або [ˈæzˌlæn]) — один із головних персонажів циклу книг Клайва Стейплза Льюїса «Хроніки Нарнії». Це єдиний персонаж, який згадується в усіх семи книгах циклу. К. С. Льюїс часто пише слово «лев» з великої літери, оскільки в циклі персонаж ототожнюється з образом Ісуса Христа.
Аслан зображений у вигляді лева, який здатний говорити, король звірів, син Імператора-над-морем і король над усіма великими королями в Нарнії.
Ім'я «Аслан» з турецької мови перекладається як «лев».

## Адаптація
У телесеріалі 1967 року образ Аслана відтворив Бернард Кей.
У телевізійних адаптаціях BBC «Хроніки Нарнії» (1988—1990 рр.) Аслана зобразила Айлса Берк, а озвучив Рональд Пікап.
У фільмах «Хроніки Нарнії: Лев, чаклунка та шафа»(2005), «Хроніки Нарнії: Принц Каспіан»(2008), «Хроніки Нарнії: Підкорювач Світанку»(2010) Аслана озвучив Ліам Нісон, у четвертому фільмі «Нарнія: Небіж чаклуна» (2026) — Меріл Стріп.
В епізоді мультсеріалу «Сімпсони» «The Serfsons» 2017 року Аслана (графічний варіант Azzlan) озвучив Кевін Майкл Річардсон. Лев зображений як християнський місіонер.

## Покликання
- SparkNotes подає покликання на сенс смерті Аслана [Архівовано 9 січня 2018 у Wayback Machine.]
- «Аслан все ще в русі», [Архівовано 23 листопада 2008 у Wayback Machine.] редакція " [Архівовано 23 листопада 2008 у Wayback Machine.] Християнство сьогодні ", 6 серпня 2001 року